# Hans Jürgen von Blumenthal
Hans-Jürgen Adam Ludwig Oscar Leopold Bernhard Arthur von Blumenthal (Potsdam, 23 febbraio 1907 – Berlino, 13 ottobre 1944) è stato un militare tedesco, oppositore monarchico del nazismo.

## Biografia
Era figlio del conte Hans XII von Blumenthal, il quale apparteneva all'alta nobiltà prussiana e che, durante la prima guerra mondiale, servì come ufficiale delle truppe di fanteria in Belgio.
Hans-Jürgen studiò al ginnasio di Potsdam, e alle università di Königsberg e Monaco di Baviera. Blumenthal fu membro della resistenza dei monarchici al regime nazista e fu il maggiore responsabile della distribuzione di volantini anti-nazisti.
Nel 1938 fu clandestinamente negli USA, divulgando informazioni sulle crudeltà delle SA e delle SS. Arruolato come ufficiale per la campagna di Polonia, ebbe modo di vedere dal vero le atrocità dei campi di concentramento e scrisse un resoconto sulle condizioni dei civili polacchi al suo comandante Hyazinth Strachwitz, un convinto antinazista, che fece reclamo a Hubert Lanz, il quale respinse la missiva del college.
Successivamente fece circolare tra gli alunni della scuola militare di Monaco il libretto Wir Soldaten ("Noi soldati"), che raccontava appunto delle crudeltà commesse dai soldati tedeschi in Polonia e faceva propaganda contro Adolf Hitler.
Nell'agosto 1939 entrò a far parte dell'Abwehr e fu uno dei principali responsabili del sabotaggio di alcune istituzioni naziste. Divenne amico di Claus Schenk von Stauffenberg e Dietrich Bonhoeffer, affascinato dal senso mistico di questi, e partecipò alla cospirazione del 20 luglio 1944.
Il 23 luglio 1944 venne arrestato dalla Gestapo mentre era in vacanza con la famiglia a Rostock e, giudicato dal Tribunale del Popolo, presieduto da Roland Freisler, fu condannato a morte, pena portata a termine tramite l'impiccagione. Venne infatti impiccato ad un gancio da macellaio presso la prigione di Plötzensee. È ricordato dal cronista Fabian von Schlabrendorff come il membro principale della resistenza monarchica al nazismo.